# Roca de la Quadra
La Roca de la Quadra és un paratge del municipi de Castell de Mur, al Pallars Jussà, a l'antic terme de Mur, en terres del poble de Miravet.
Està situada al sud de l'extrem oriental de la Serra del Meüll, a ponent de l'Obac de Miravet, a l'esquerra de la llau de Farmicó, a ponent de l'antic poble de Miravet. És al nord-est de la casa de la Grisa.